# Themira minor
Themira minor – gatunek muchówki z rodzinywońkowatych i podrodziny Sepsinae.
Gatunek ten opisany został w 1833 roku przez Alexandra Henry’ego Halidaya jako Sepsis minor.
Muchówka o ciele długości od 1,5 do 3 mm. Głowę jej cechuje długość w widoku bocznym nie większa od wysokości oraz obecność szczecinek zaciemieniowych. Tułów charakteryzuje śródplecze z silnym połyskiem lustrzanym, dobrze rozwinięte i równie długie szczecinki środkowe grzbietu i śródplecowe, krótsza niż połowa jej szerokości tarczka oraz biało zarośnięte sternopleury. Odnóża są w całości matowo czarne.
Owad znany z prawie wszystkich krajów Europy, w tym Polski, a ponadto z palearktycznej i orientalnej Azji, Makaronezji, Afryki Północnej i Ameryki Północnej.